# Sport Lisboa e Benfica B
Maillots
Actualités
Le Sport Lisboa e Benfica B est un club de football portugais qui constitue l'équipe réserve du SL Benfica, fondé en 1996 puis recrée en 2012 après avoir été dissous en 2006. L'équipe réserve joue ses matchs à domicile dans le complexe d'entraînement du Benfica Campus, situé à Seixal.
Après avoir vu le jour en 1999 et dissous en 2006, le SL Benfica B est créé de nouveau lors de la saison 2012-2013. Jusqu'en février 2013, l'équipe réserve joue ses matchs à l'Estádio da Luz et partage momentanément l'Estádio da Tapadinha avec l'Atlético Clube de Portugal.
À partir la saison 2013-2014, le Benfica B s'est fixé dans son propre centre d'entraînement, qui est autorisé à recevoir des matchs d'équipes professionnelles.
En tant qu'équipe réserve, le Benfica B ne participe pas à la Taça de Portugal (Coupe du Portugal) et à la Taça da Liga (Coupe de la Ligue). Le Benfica B joue depuis la saison 2012-2013 en Seconde division portugaise et ne peut donc être promu en Liga NOS en raison de la présence de l'équipe principale du club dans cette division.

## Historique des saisons
| Saison    | Division | Position |
| --------- | -------- | -------- |
| 1999–2000 | III      | 13e      |
| 2000–2001 | III      | 9e       |
| 2001–2002 | III      | 18e      |
| 2002–2003 | IV       | 3e       |
| 2003–2004 | IV       | 5e       |
| 2004–2005 | IV       | 1er      |
| 2005–2006 | III      | 11e      |

| Saison    | Division | Position |
| --------- | -------- | -------- |
| 2012–2013 | II       | 7e       |
| 2013–2014 | II       | 5e       |
| 2014–2015 | II       | 6e       |
| 2015–2016 | II       | 19e      |
| 2016–2017 | II       | 4e       |
| 2017–2018 | II       | 13e      |
| 2018–2019 | II       | 4e       |
| 2019–2020 | II       | 14e      |
| 2020-2021 | II       | 8e       |
| 2021-2022 | II       | 5e       |
| 2022-2023 | II       | 15e      |

## Effectif actuel
| N° | Nat.                  | Poste | Nom du joueur                    |
| -- | --------------------- | ----- | -------------------------------- |
| 24 | Drapeau du Portugal   | G     | Samuel Soares                    |
| 39 | Drapeau du Portugal   | A     | Henrique Araújo                  |
| 42 | Drapeau du Portugal   | A     | Luís Lopes                       |
| 43 | Drapeau du Brésil     | A     | João Neto (en prêt de Famalicão) |
| 45 | Drapeau du Japon      | G     | Leobrian Kokubo                  |
| 46 | Drapeau du Portugal   | A     | Gerson Sousa                     |
| 47 | Drapeau du Portugal   | A     | Tiago Gouveia                    |
| 48 | Drapeau du Portugal   | A     | Jair Tavares                     |
| 50 | Drapeau de la Croatie | D     | Branimir Kalaica                 |
| 51 | Drapeau du Portugal   | A     | João Resende                     |
| 52 | Drapeau du Portugal   | D     | Henrique Pereira                 |
| 54 | Drapeau du Portugal   | M     | Diogo Capitão                    |
| 57 | Drapeau du Portugal   | D     | Sandro Cruz                      |

| No. | Nat.                | Position | Nom du joueur    |
| --- | ------------------- | -------- | ---------------- |
| 59  | Drapeau du Portugal | D        | Miguel Nóbrega   |
| 62  | Drapeau du Portugal | D        | Fábio Baptista   |
| 65  | Drapeau du Portugal | D        | Rafael Rodrigues |
| 66  | Drapeau du Portugal | D        | António Silva    |
| 68  | Drapeau du Portugal | M        | Rafael Brito     |
| 70  | Drapeau du Portugal | M        | Filipe Cruz      |
| 73  | Drapeau de l'Italie | M        | Cher Ndour       |
| 76  | Drapeau du Portugal | M        | Martim Neto      |
| 85  | Drapeau du Portugal | A        | Umaro Embaló     |
| 89  | Drapeau du Portugal | D        | Pedro Álvaro     |
| 90  | Drapeau du Portugal | M        | Tomás Azevedo    |
| 96  | Drapeau du Portugal | M        | Diego Moreira    |
| 98  | Drapeau du Portugal | G        | Fábio Duarte     |